# Heikki Tikkanen
Heikki Alfred Tikkanen, född 3 oktober 1930 i Åbo, död 17 maj 2012 i Esbo, var en finländsk  tidningsman.
Tikkanen anställdes 1954 som politisk redaktör vid Helsingin Sanomat, var 1961–1966 chefredaktör för Ilta-Sanomat och 1966–1976 andre chefredaktör samt 1976–1990 ansvarig chefredaktör vid Helsingin Sanomat, som under denna tid blev Nordens största dagstidning. 

## Utmärkelser
- Kommendörstecknet av Finlands Vita Ros’ orden[2]
- Kommendörstecknet av Finlands Lejons orden[2]
- Militärens förtjänstmedalj[3]

[Redigera Wikidata]